# Wahlkreis Prenzlauer Berg 6
Der Wahlkreis Prenzlauer Berg 6 war ein Abgeordnetenhauswahlkreis in Berlin. Er wurde nur für die erste Gesamtberliner Wahl zum Abgeordnetenhaus am 2. Dezember 1990 gebildet. Der Wahlkreis umfasste vom damaligen, ehemals Ostberliner Stadtbezirk Prenzlauer Berg die Straße Am Friedrichshain und die Winsstraße. Bei der folgenden Wahl zum Berliner Abgeordnetenhaus am 22. Oktober 1995 ging der Wahlkreis im damaligen Wahlkreis Prenzlauer Berg 3 auf.

## Abgeordnetenhauswahl 1990
Bei der Wahl zum Abgeordnetenhaus von Berlin 1990 gab es folgende Ergebnisse:
| Name                              | Partei   | Anteil der Erststimmen | Anteil der Zweitstimmen |
| --------------------------------- | -------- | ---------------------- | ----------------------- |
|                                   | CDU      | 24,7 %                 | 24,9 %                  |
| Dieter Mehnert                    | SPD      | 31,7 %                 | 31,9 %                  |
|                                   | PDS      | 18,2 %                 | 18,1 %                  |
|                                   | Grüne/AL | –                      | 02,1 %                  |
|                                   | Grüne    | 18,0 %                 | 15,0 %                  |
|                                   | FDP      | 05,0 %                 | 05,4 %                  |
| –                                 | DSU      | 00,3 %                 | 00,2 %                  |
| –                                 | DDD      | –                      | 00,0 %                  |
|                                   | REP      | 02,0 %                 | 02,1 %                  |
|                                   | ödp      | –                      | 00,2 %                  |
| Wahlberechtigte: 18.712 Einwohner |          |                        |                         |
| Wahlbeteiligung: 72,0,2 %         |          |                        |                         |